# Asahi (Nagano)
Asahi (朝日村?) è un villaggio giapponese della prefettura di Nagano.